# Mačkovac (Uskoplje, BiH)
Mačkovac je naseljeno mjesto u općini Uskoplje, Federacija Bosne i Hercegovine, BiH.

## Zemljopis
Mačkovac se nalazi na oko 950 metara nadmorske visine. Na Mačkovcu i okolini ima vrtača.
Do Mačkovca vode makadamske ceste iz Pidriša odnosno Uzričja.

## Povijest
Godine 1885. u naselju je živjelo 23 stanovnika (svi katolici) Na popisu stanovništva iz 1895. Mačkovac se s Jelačama, Dušom, Mračajem i Uzričjem navode kao dio Uzričja.
Na popisu 1961. u naselju je živjelo 114 stanovnika (svi Hrvati), dok je na popisu 1971. u naselju živjelo 117 stanovnika (svi Hrvati). Godine 1981. na Mačkovcu je živjelo 100 stanovnika (svi Hrvati). Na popisu 1991. 
Tijekom 1993., za vrijeme bošnjačko-hrvatskog sukoba preko Mačkovca se jedino moglo doći do Uskoplja.

## Stanovništvo

### 1991.
Nacionalni sastav stanovništva 1991. godine, bio je sljedeći:
ukupno: 32
- Hrvati - 32

### 2013.
Na popisu stanovništva 2013. godine bilo je bez stanovnika.